# Џана Пињо
Џана Пињо (Сарајево, БиХ, СФРЈ) је босанскохерцеговачка глумица.

## Биографија
Рођена је у Сарајеву, а током рата у Босни и Херцеговини живела је у Високом. Завршила је Академију сценских уметности у Сарајеву. Наступала је у позоришним представама, филмовима и серијама, укључујући извођења Шекспировог Отела и Чеховљевог Вишњика. Тренутно предаје на Академији на одсеку за драму.

## Филмографија

### Серије
- (2014 - 2015) Луд, збуњен, нормалан као Барбара Фазлиновић (заменила Марију Омаљев Грбић)
- (2008) Печат као Азра
- (2005) Наша мала клиника као Суада

### Филмови
- (2012) Слатко од дуња као Џана
- (2011) У земљи крви и меда као Нађа
- (2002) 11. септембар као Селма